# Benedetto Tiezzi
Benedetto Tiezzi, detto Benedetto da Foiano o il Predicatore di Foiano (Foiano della Chiana, fine XV secolo – Roma, 8 settembre 1531), è stato un religioso italiano.
Fu frate domenicano nel convento fiorentino di Santa Maria Novella, del quale fu priore e dove si professò seguace di Girolamo Savonarola e nemico dei Medici.
Per ragioni politiche visse in esilio a Venezia tra il 1520 e il 1527. Ristabilita la Repubblica fiorentina il 16 maggio di quell'anno, Benedetto fece ritorno a Firenze, facendo del Convento di San Marco un centro di riforma politica e spirituale.
Alla nuova caduta della Repubblica (12 agosto 1530), Benedetto si ritirò in convento ma, denunciato e arrestato, fu consegnato da Malatesta Baglioni a Clemente VII. Imprigionato nelle segrete di Castel Sant'Angelo, vi morì di fame e stenti l'8 settembre 1531.
Nella sua stessa cella venne poi imprigionato, nel 1538, Benvenuto Cellini.
La municipalità di Firenze gli ha dedicato una strada (via Benedetto da Foiano), presso il Poggio Imperiale.